# 야들리 스미스
야들리 스미스(Yeardley Smith, 1964년 7월 3일 ~ )는 미국의 성우, 배우이다. 애니메이션 《심슨 가족》의 리사 심슨 역 성우로 유명하다.

## 출연 작품
- 아무도 없다 (2020)
- 마일즈 (2016)
- 더 샤프롱 (2011)
- 뉴욕의 연인들 (2011)
- 심슨 가족 20주년 스페셜 (2010)
- 스포크 (2010)
- 하이 스쿨 (2010)
- 버지니아 (2010)
- 심슨 가족, 더 무비 (2007)
- 필 오브 더 퓨쳐 (2004)
- 백 바이 미드나잇 (2002)
- 판타스틱 애니월드 (2000)
- 저스트 라이트 (1997)
- 이보다 더 좋을 순 없다 (1997)
- 솔드 아웃 (1996)
- 공룡 대행진 (1993)
- 토이즈 (1992)
- 진저 에일 애프터눈 (1989)
- 모의 법정 (1989)
- 발레리나의 꿈 (1989)
- 심슨 가족 (1989)
- 3시의 결투 (1987)
- 맥시멈 오버드라이브 (1986)
- 더 레전드 오브 빌리 진 (1985)
- 헤븐 헬프 어스 (1985)